# Избыточная масса тела
Избыточная масса тела — это состояние организма, при котором тот имеет массу жировой ткани, превышающую диапазон, принятый для здорового тела. Это состояние особенно распространено в тех местностях, где люди имеют лёгкий доступ к обильной еде и при этом ведут малоподвижный образ жизни. Обычно под термином избыточная масса тела понимается состояние, когда индекс массы тела человека находится в интервале 25—30 (а при ИМТ более 30 диагностируется ожирение), хотя в некоторых контекстах термин может обозначать немного другие понятия.
Исторически в медицине и быту получил распространение термин «избыточный вес». Но вес и масса являются разными понятиями, поэтому метрологические организации призывают во всех случаях, когда речь идёт именно о массе объекта, использовать термин «масса».
В 2003 году ВОЗ рапортовала, что проблема избыточной массы людей достигла величины общемирового масштаба: более чем у миллиарда человек на Земле было зафиксирована повышенная масса тела или ожирение. В 2016 году таких людей в мире насчитывалось уже почти 2 миллиарда, что составляло 39 % взрослого населения. По альтернативным данным, 2-миллиардная отметка была превышена уже ранее 2013 года. Проблема коснулась всех возрастных групп: от детей до стариков.
Здоровому телу необходимо небольшое количество жировой ткани для корректного функционирования эндокринной, репродуктивной и иммунной систем, для теплоизоляции внутренних органов и защиты их от сотрясения, как строительный материал для создания клеточных структур и для запасания энергии на длительный период. Однако накопление жира сверх некоторого предела уже имеет отрицательные последствия: он уменьшает подвижность и гибкость организма, сказывается на внешнем виде, разбалансировывает обмен веществ, создаёт предпосылки для появления и развития болезней.

## Классификация
| Category             | ИМТ (кг/м2) |
| -------------------- | ----------- |
| Чрезвычайная худоба  | < 16        |
| Недостаточная масса  | 16 – 18.5   |
| Нормальный вес       | 18.5 – 25   |
| Избыточная масса     | 25 – 30     |
| Ожирение I степени   | 30 – 35     |
| Ожирение II степени  | 35 – 40     |
| Ожирение III степени | ≥ 40        |

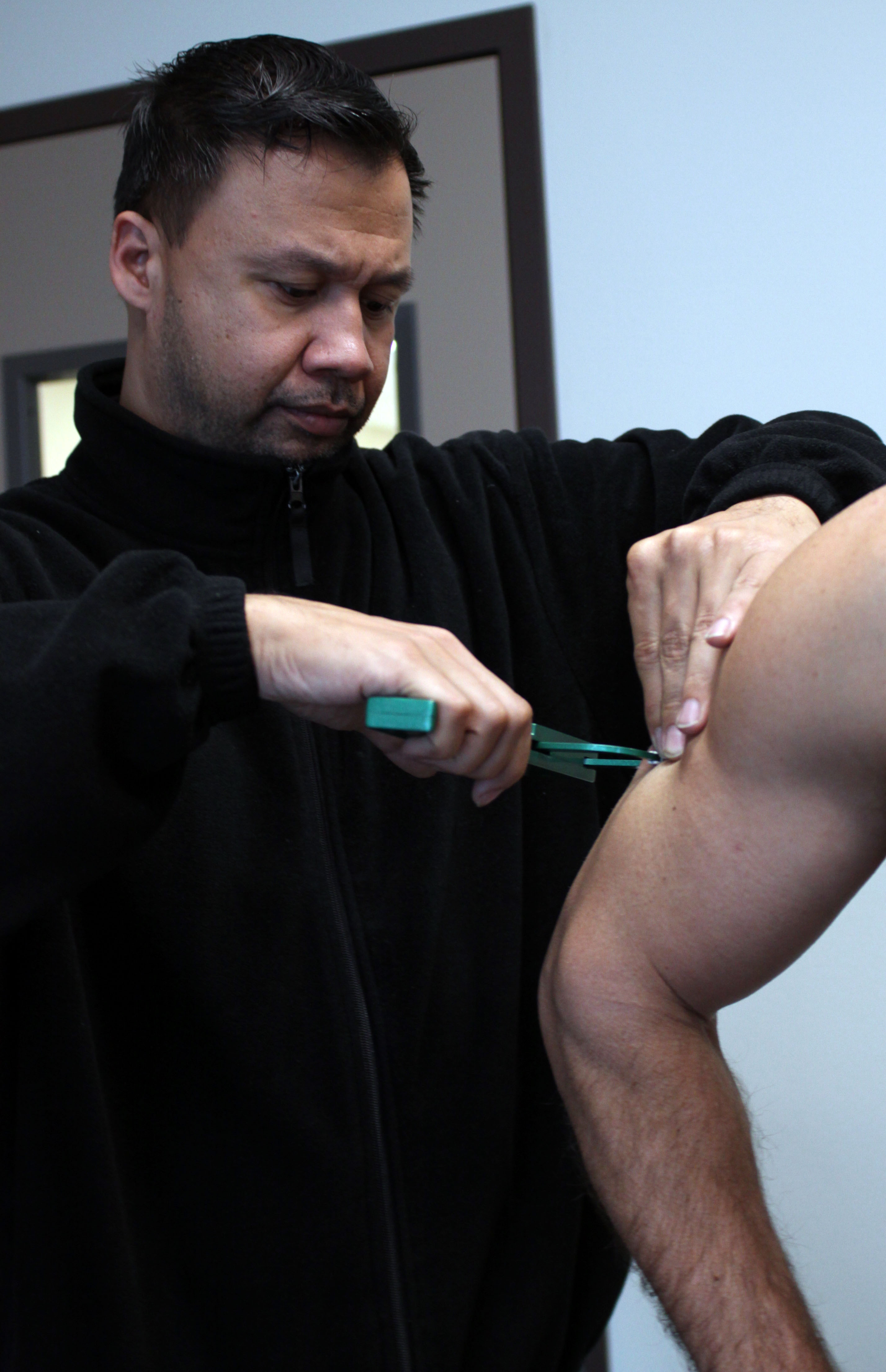
Измерения величины подкожного жира с помощью калипера

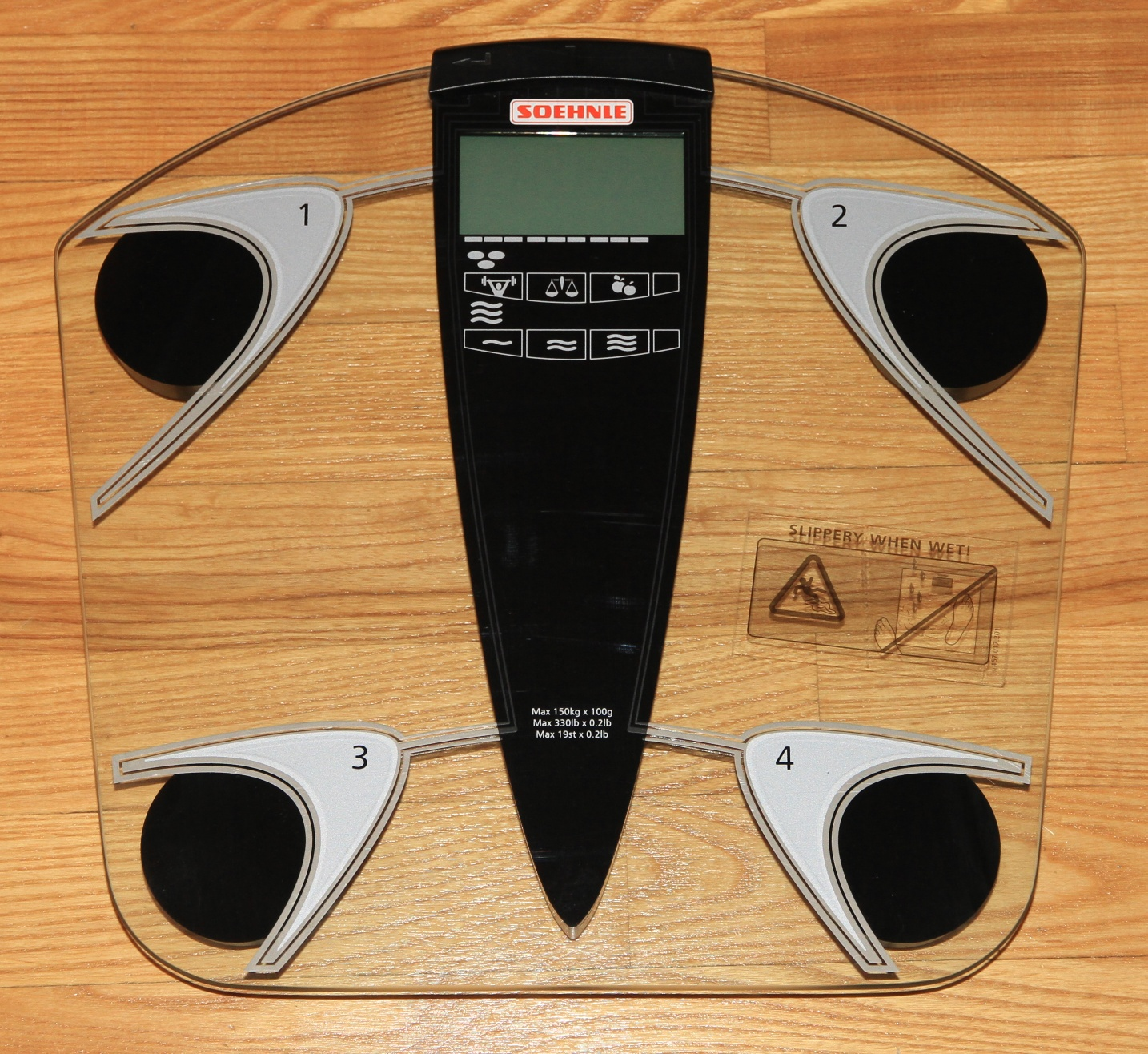
Напольные весы, позволяющие произвести простой биоимпедансный анализ в домашних условиях

Существуют различные способы диагностировать, имеет ли организм избыточную массу или нет:

### Индекс массы тела
Это наиболее часто используемый сейчас метод для диагностирования состояния избыточной массы. Индекс массы тела (ИМТ) характеризует массу человека с учётом роста. Вычисляется по формуле
ИМТ = масса / рост_в_м2
Таким образом, ИМТ имеет размерность кг/м2, однако на практике для краткости его почти всегда указыают без упоминания единиц измерения. В некоторых случаях ИМТ может давать не совсем верное представление о состоянии организма, поскольку он не учитывает тип телосложения, пол и возраст. Также он может оказаться неприменим для оценки здоровья людей, серьёзно занимающихся спортом, поскольку не позволяет разграничить массу, происходящую от жира, от массы, происходящей от мышц.

### Индекс объёма тела
Индекс объёма тела представяет из себя обмер тела с использованием компьютерных технологий. Для этого метода делаются снимки человеческого тела, по которым компьютер затем создаёт его 3D-модель. По этой модели с учётом некоторых других общих параметров (таких как рост, масса, возраст) компьютер вычисляет общее распределение различных типов тканей по телу. Метод был разработан в 2000 году как альтернатива ИМТ. В отличие от ИМТ, данный метод позволяет различить жировую массу от мышечной массы, а также понять распределение жира по организму. Наиболее опасным считается центральное (или висцеральное) ожирение — то что в народе называют «пивной живот».

### Взвешиваниеи сравнение массы тела сидеальной
Простое взвешивание с последующим сравнение массы тела с идеальной. Для оценки массы, которую по тем или иным причинам следует считать идеальной, разработано множество формул. Все формулы имеют свои недостатки: многое не учитывают (пол, тип телосложения, возраст, степень физической подготовки), имеют лимиты применения или разработаны для определённых целей. Цифры, получаемые по различным формулам, могут заметно отличаться. Но эти формулы дают внятный ориентир.

### С помощью калипера
С помощью специального калипера («тест щипком»). Кожа в нескольких предопределённых точках тела «щиплется» калипером, с помощью чего напрямую измеряется толщина подкожного жира и отношение его к мышечной массе. Этот метод может давать разумно аккуратные результаты для многих людей, однако метод предполагает определённую схему распределения жира по телу, а это не всегда так. Метод не позволяет измерить размер жира, находящегося в глубине организма. Использование подхода требует наличия опыта в проведении замеров и интерпретации результатов, поэтому в общем случае метод не подходит для самодиагностики.

### Биоимпедансный анализ
Небольшой электрический ток пропускается через тело для измерения его электрического сопротивления. Поскольку жир и мышцы проводят электричество по-разному, этот метод позволяет делать прямое измерение отношения жировой массы к мышечной. В прошлом для использования этой техники требовалось дорогое оборудование со специально обученным персоналом. Однако сейчас возможно приобрести анализаторы домашнего использования, требующие лишь общего понимания по использованию. Так, показания биоимпедансных анализаторов могут изменяться в зависимости от количества воды в организме в данный конкретный момент и от температуры тела — к таким вещам при измерениях следует быть внимательным и проводить сравнительные измерения в одном и том же состоянии организма.

### Гидростатическое взвешивание
Эта техника представляет из себя полное погружение человека в воду, по ходу которого специальная аппаратура определяет его вес. Этот вес сравнивается с «сухим весом», зафиксированным вне воды, с целью определить общую плотность организма. Поскольку жир имеет меньшую плотность, чем мышцы, то технология позволяет разумно-точно определить содержание жира в теле. Методика даёт аккуратные результаты, однако требует дорого оборудования и специалистов по его эксплуатации.

### Двухэнергетическая рентгеновская абсорбциометрия[англ.]
Двухэнергетическая рентгеновская абсорбциометрия (англ. dual-energy X-ray absorptiometry, DEXA) первоначально была разработана для измерения плотности костей. Но метод также позволяет определить распределение по телу других видов тканей и некоторые их характеристики. DEXA считается очень аккуратной методикой. Однако требует наличия дорогого медицинского оборудования и профессиональных навыков по его использованию.

## Причины
Состояние избыточной массы возникает вследствие потребления большего количества калорий (через еду и напитки) чем тело расходует (основной обмен плюс ежедневная активность, физическая деятельность и физические упражнения). Факторы, которые могут усугубить данный дисбаланс:
- Алкоголизм
- Расстройства приёма пищи (включая психогенное переедание)
- Генетическая предпрасположенность[англ.]
- Гормональный дисбаланс (к примеру, гипотиреоз)
- Недостаточный или плохой сон
- Малоподвижный образ жизни
- Плохое качество питания (вследствие чего люди в больших количествах потребляют дешёвую легко доступную пищу, способствующую набору жировой массы)
- Метаболические заболевания, которые могут возникнуть вследствие циклических попыток сбросить лишнюю массу[англ.]
- Переедание
- Потребление психоактивных веществ (к примеру, оланзапина)
- Это может быть негативной побочкой при бросании курения и потребления некоторых психостимуляторов
- Хронический «плохой» стресс

## Лечение
Традиционными способами лечения ожирения являются изменение образа жизни, такие как переход на здоровую диету и физические упражнения. Хотя в некоторых случаях, когда имеются специфические факторы, приведшие к повешенной массе тела, может потребоваться индивидуальный вдумчивые подход к ситуации.